# Riemst
Riemst (en limburguès Riems) és un municipi belga de la província de Limburga la regió de Flandes. Està compost per les nuclis de Genoelselderen, Herderen, Kanne, Membruggen, Millen (en való: Mèlin, Mèlagne ), Riemst, Val-Meer, Vlijtingen (en való: Flétindje), Vroenhoven et Zichen-Zussen-Bolder (en való: Sinne-Xhons-Banlér)

## Llocs d'interès
- El castell d'Elderen i la seva vinya
- El sepulcre de Joan Lluís d'Elderen a l'església de Genoelselderen
- Túmul de Genoelselderen